# Eric Caudieux
Eric Caudieux (Parigi, 30 giugno 1960) è un tecnico del suono, produttore discografico e tastierista francese naturalizzato statunitense conosciuto come membro della band di Joe Satriani, nonché per la sua lunga attività di tecnico del suono. Ha all'attivo anche una collaborazione con i Guns N'Roses.

## Biografia
Abile suonatore di tastiere e chitarra ritmica, è conosciuto prevalentemente per il suo lavoro con Joe Satriani, apparendo in alcuno dei suoi album e come membro del suo gruppo di supporto quando è in tour. 
Come ingegnere, montatore, produttore e compositore ha lavorato con altri artisti tra cui Guns N' Roses, Katy Perry, Dido, Brad Mehldau e Blake Mills.

## Discografia

### Musicista

#### Joe Satriani
- 2018 – What Happens Next
- 2020 – Shapeshifting
- 2022 – The Elephants of Mars

### Produttore discografico e tecnico del suono
- 2008 - Safe Trip Home - Dido
- 2010 - Highway Rider - Brian Mehldau
- 2010 - Teenage Dream - Katy Perry
- 2014 - Eight Oh - Blake Mills
- 2016 - Lemonade - Beyoncé
- 2016 - Rocket Science - Rick Springfield
- 2016 - Memories Are Now - Jesca Hope
- 2017 - You Make It Feel like Christmas - Gwen Stefani
- 2018 - Swimming - Mac Miller
- 2023 - The Show - Niall Horan